# 古陶文明博物馆
39°52′24″N 116°21′26″E / 39.873402°N 116.357276°E
古陶文明博物馆（英語：Ancient Pottery Culture Museum），位于北京市西城区南菜园西街12号（北京大观园北门附近），是一家集中展示中国古代陶器的私人博物馆。

## 简介
古陶文明博物馆由收藏家路东之创办，是中华人民共和国第一批获国家批准的四家私人博物馆之一。这四家均位于北京市，1996年10月30日由北京市文物局批准成立，其他三家是何扬·吴茜现代绘画馆、观复古典艺术博物馆、北京遗箴堂碑帖拓片博物馆。其中北京遗箴堂碑帖拓片博物馆因资金不足而找不到合适场馆，一年后未通过年检而被取消办馆资格。1997年6月15日，古陶文明博物馆正式建成开馆。
古陶文明博物馆是第一座陶专题博物馆，藏品为约3000件出土文物，主要分为三大系列：新石器时代彩陶与周秦汉唐陶器、战国秦汉砖瓦、战国秦汉封泥，此外兼及其他有关领域，形成古陶文明发展史的展陈。